# وی لیگ
وی لیگ لیگ برتر والیبال کره جنوبی (به انگلیسی: V-League) یک لیگ حرفه‌ای والیبال است. وی لیگ کره جنوبی بالاترین سطح مسابقات باشگاهی والیبال در کره جنوبی است.

## اسپانسرها
| سال              | نام                         |
| ---------------- | --------------------------- |
| ۲۰۰۵ ~ ۲۰۰۵-۰۶   | توتون و تنباکو کره          |
| ۲۰۰۶-۰۷          | مهندسی و ساخت‌وساز هیوندای   |
| ۲۰۰۷-۰۸ ~ تاکنون | فدراسیون ملی تعاونی کشاورزی |